# WWE Superstar Shake-up 2017
WWE Superstar Shake-up 2017 – jedenasty draft amerykańskiej federacji wrestlingu WWE. Odbył się 10 i 11 kwietnia 2017 na żywo podczas odcinków tygodniówek Raw i SmackDown Live transmitowanych w Stanach Zjednoczonych za pośrednictwem stacji USA Network.

## Geneza
3 kwietnia podczas odcinka Raw powrócił Mr. McMahon, który ogłosił, że 10 i 11 kwietnia 2017 w odcinkach Raw i SmackDown Live odbędzie się kolejny draft. Tym razem był on określany mianem "Superstar Shake-up". Zamiast tradycyjnego dzielenia lub losowania zawodników, generalni menadżerowie brandów Raw (Kurt Angle) i SmackDown (Daniel Bryan) mieli szansę na składanie ofert wymian dowolnych zawodników.

## Przebieg draftu

### Raw
Poniżej znajduje się lista wrestlerów, która została przeniesiona podczas tygodniówki Raw z 10 kwietnia.
| Wybór nr. | Poprzedni brand | Nowy brand | Zawodnik (Prawdziwe imię i nazwisko)                 | Notki                                                                                  |
| --------- | --------------- | ---------- | ---------------------------------------------------- | -------------------------------------------------------------------------------------- |
| 1         | SmackDown       | Raw        | Apollo Crews (Sesugh Uhaa)                           | Apollo Crews został wymieniony jeszcze przed transmisją tygodniówki Raw z 10 kwietnia. |
| 2         | SmackDown       | Raw        | The Miz i Maryse (Michael i Maryse Mizanin)          |                                                                                        |
| 3         | SmackDown       | Raw        | Dean Ambrose (Jonathan Good)                         | Intercontinental Champion                                                              |
| 4         | SmackDown       | Raw        | Curt Hawkins (Brian Myers)                           |                                                                                        |
| 5         | SmackDown       | Raw        | Bray Wyatt (Windham Rotunda)                         |                                                                                        |
| 6         | SmackDown       | Raw        | Kalisto (Emanuel Rodriguez)                          |                                                                                        |
| 7         | SmackDown       | Raw        | Heath Slater i Rhyno (Heath Miller i Terrance Gerin) | Przeniesieni jako drużyna.                                                             |
| 8         | SmackDown       | Raw        | Alexa Bliss (Alexis Kaufman)                         |                                                                                        |
| 9         | SmackDown       | Raw        | Mickie James (Mickie James-Aldis)                    |                                                                                        |
| 10        | Raw             | SmackDown  | Byron Saxton (Bryan Kelly)                           | Komentator. Został wymieniony za Davida Otungę po zakończeniu tygodniówki Raw.         |
| 11        | SmackDown       | Raw        | David Otunga                                         | Komentator. Został wymieniony za Byrona Saxtona po zakończeniu tygodniówki Raw.        |

### SmackDown
Poniżej znajduje się lista wrestlerów, która została przeniesiona podczas tygodniówki SmackDown Live z 11 kwietnia.
| Wybór nr. | Poprzedni brand | Nowy brand | Zawodnik (Prawdziwe imię i nazwisko)                                                                  | Notki |
| --------- | --------------- | ---------- | --- | --- |
| 1         | Raw             | SmackDown  | Jinder Mahal (Yuvraj Dhesi)                                                                           | Mahal został wymieniony jeszcze przed transmisją tygodniówki SmackDown Live z 11 kwietnia.                           |
| 2         | Raw             | SmackDown  | Kevin Owens (Kevin Steen)                                                                             | United States Champion.                                                                                              |
| 3         | Raw             | SmackDown  | Sami Zayn (Rami Sebei)                                                                                | |
| 4         | Raw             | SmackDown  | The Shining Stars (Primo i Epico) (Edwin Coates i Orlando Colón)                                      | Przeniesieni jako drużyna.                                                                                           |
| 5         | –               | SmackDown  | Tamina Snuka (Sarona Snuka-Polamalu)                                                                  | Oryginalnie nie była przypisana do żadnego brandu. Wystąpiła po raz pierwszy od czasu podziału WWE na brandy w 2016. |
| 6         | Raw             | SmackDown  | Charlotte Flair (Ashley Fliehr)                                                                       | |
| 7         | Raw             | SmackDown  | Sin Cara (Jorge Arias)                                                                                | |
| 8         | Raw             | SmackDown  | Rusev (Miroslav Barnyashev)                                                                           | |
| 9         | Raw             | SmackDown  | Lana (Catherine Perry)                                                                                | |
| 10        | Raw             | SmackDown  | The New Day (Big E, Kofi Kingston i Xavier Woods) (Ettore Ewen, Kofi Sarkodie-Mensah i Austin Watson) | Przeniesieni jako drużyna.                                                                                           |